# Emplocia pallor
Emplocia pallor là một loài bướm đêm trong họ Geometridae.